# 킬러 샌즈
킬러 샌즈(killer sans)는 언더벌스의 등장인물 중 하나이다. 그는 나이트메어의 동료다.

## 특징
- 설정상 HP는 세계관 내에서 올릴 수 있는 최대치인 99이며, 그가 항상 가지고 다니는 칼의 데미지 역시 99라고 한다.
- 눈에서 흘러내리는 검은색 액체는 의지 또는 증오심이 가득할 때 나온다. 진정된 상태이거나 감정이 격양됐을 때 흘러내리는 것이 잠시나마 멎기도 한다.
- 기본적으로 눈동자의 묘사가 안되어있지만 사실 그는 희미하고 아주 작은 눈이 있다.